# Conurbação Póvoa de Varzim e Vila do Conde
A Conurbação Póvoa de Varzim/Vila do Conde resulta da junção das duas cidades de Póvoa de Varzim e Vila do Conde, cuja malha urbana é única e contínua. Localiza-se na região Norte e está completamente inserida na Área Metropolitana do Porto (AMP). Possui 70 611 habitantes (2021).
Várias valências são partilhadas pelas duas cidades, como o porto de pesca, o centro hospitalar e a antiga variante à N13 (atualmente integrada na A28), para além dos serviços da AMP.